# Arthur Dreifuss
Arthur Dreifuss (Frankfurt am Main, 25 maart 1908 – Los Angeles, 31 december 1993) was een Duits-Amerikaans filmregisseur.

## Levensloop
Dreifuss heeft tal van films geregisseerd in zowel Duitsland als Amerika. Daarnaast regisseerde hij diverse televisieseries, zoals Secret File, U.S.A. (1955) en The People Versus Johnston (1953-1957).
Arthur Dreifuss overleed op 85-jarige leeftijd in de Verenigde Staten.

## Films
- Murder on Lenox Ave (1941)
- Baby Face Morgan (1942)
- Boss of Big Town (1942)
- The Payoff (1942)
- Boston Blackie Booked on Suspicion (1945)
- Boston Blackie's Rendezvous (1945)
- Prison Ship (1945)
- High School Hero (1946)
- Juke Box Rhythm (1959)
- The Last Blitzkrieg (1959)
- The Quare Fellow (1962)
- 10.32 (zwart-witfilm, 1966)
- The Love-Ins (1967)
- Riot on Sunset Strip (1967)
- A Time to Sing (1968)
- The Young Runaways (1968)

- Biblioteca Nacional de España: XX1735673
- Bibliothèque nationale de France: cb14677261n (data)
- Gemeinsame Normdatei: 1222571412
- International Standard Name Identifier: 0000 0001 1477 569X
- Library of Congress Control Number: no95058045
- Nationale bibliotheek van Australië: 35269909
- SNAC: w6gp2wb2
- Virtual International Authority File: 91959309
- WorldCat: E39PBJr3xQmGvGXW4TrDG7XWXd